# Unger Ernő
Unger Ernő (Arad, 1900. január 17. – Budapest, 1968. május 28.) karmester, zenetanár, zeneszerző volt. Évtizedekig vezette a karmester- és operaénekes-képzést a Zeneakadémián. Felesége Szabó Lujza, majd Miklóssy Irén opera-énekesnők volt.

## Élete
Német eredetű családból származik. Édesapja, Unger Móric zenetanár volt Aradon.
A Zeneakadémián Szendy Árpád (zongora) és Koessler János (zeneszerzés) növendéke volt. 1922-től maga is tanított. A karmesterképzésnek évtizedekig vezető alakja volt. Az operaszakosok vizsgáit vezényelte. Az 1946-os B-listázások idején eltávolították állásából, a következő évben rehabilitálták. Visszatérhetett a Zeneakadémiára, 1948 és '50 között a tanszaknak vezetője is volt. 1950-ben ismét távoznia kellett a főiskoláról, 1957-től taníthatott újra. 1961-ben nyugdíjazták.
Az operavizsgákon sok, addig Magyarországon ismeretlen operát mutatott be. (Újra)felfedező munkájának legjelentősebb tette a Così fan tutte (Mozart) 1923-as bemutatása volt, amit addig csak egy német társulat játszott Magyarországon, még a 18. században.
1923-tól vezényelt. Ebben az évben lett a Műegyetemi Szimfonikus Zenekar vezető karmestere, ezt a posztot 1936-ig megtartotta. Sokakkal ismertette és szerettette meg a komolyzenét a Margitszigeten rendezett hangversenyeivel. 1950 és '52 között, „vidéki száműzetésben” a Győri Filharmonikus Zenekart és a Diósgyőri Vasgyár Szimfonikus Zenekarát vezette.
Karmesterként a kis mozdulatok, minimális csuklómozgás híve volt, amivel nem volt népszerű tanítványai körében.
Szerzeményei jelentéktelenek. Petőfi c. operájával remekművet akart alkotni, de mindössze három előadást élt meg az Operaházban is viharos 1944-es évben Halmos Jánossal a címszerepben és Unger feleségével Szendrey Júliaként.
Leánya, Unger Emőke (1936–2020) gordonkaművész, neki ajánlotta Kodály Magyar táncok című művét, amit 1957-ben Párizsban mutatott be.
Miklóssy Irénnel és lányukkal[forrás?] közös sírjuk a Farkasréti temetőben található [18-1-396].

## Művei
- Petőfi (opera, 1944)
- Cantata libertatis (1948)
- Oda Hungarica (kantáta)
- Magyar variációk
- Hungaria (szimfónia)
- Zongoraverseny Liszt Ferenc emlékének
- Romantikus koncert (gordonkaverseny)